# Wanshan, Anhui
Wanshan (kinesiska: 万山) är en köping i östra Kina. Den ligger i Lujiang härad i staden Hefei i provinsen Anhui,  omkring 61 kilometer söder om provinshuvudstaden Hefei. Antalet invånare är 36173. Befolkningen består av 18 634 kvinnor och 17 539 män. Barn under 15 år utgör 19,0 %, vuxna 15-64 år 70 %, och äldre över 65 år 10,0 %.